# American Express
American Express este o companie globală de servicii financiare cu sediul în New York City.